# 納蘭性徳

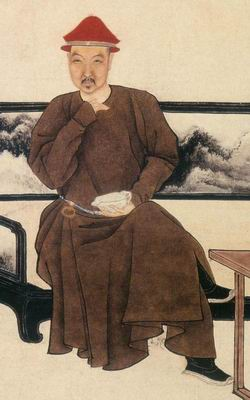
禹之鼎「納蘭容若像」（1685年ごろ）より

納蘭 性徳（のうらん せいとく、シンデ、満洲語: ᠰᡳᠩᡩᡝ、転写：singde、1655年 - 1685年）は、清の詩人・学者。優れた詞を書いたことによって知られる。

## 生涯
納蘭性徳は北京に生まれた。満洲民族の名家であるイェヘ＝ナラ氏の出身で、満洲八旗のうちの正黄旗に属する。父のミンジュ（mingju、納蘭明珠）は康熙帝の高官で、吏部尚書・武英殿大学士などを歴任した。母はヌルハチの十二男のアジゲ（ドルゴンの同母兄）の娘であった。
名ははじめチェンデ（cengde、成徳）であったが、皇太子の保成（のちの胤礽）の諱を避けてシンデ（singde、性徳）に改めた。字は容若、号は楞伽山人、室名は通志堂ほか。
1676年に進士に及第し、康熙帝の側近として働いた。官は一等侍衛に昇ったが、1685年、31歳（数え年）で病死した。
1674年に両広総督盧興祖の娘と結婚したが、妻は3年後に没してしまった。納蘭性徳は亡き妻をしのぶ詞を作っている（なお、その後再婚している）。

## 紅楼夢との関係
『紅楼夢』の作者である曹雪芹の祖父の曹寅は納蘭性徳の同僚であり、納蘭性徳を『紅楼夢』の主人公である賈宝玉のモデルとする説が清朝以来存在する。胡適は『紅楼夢研究』（1921年）でこの説を否定し、曹雪芹本人をモデルと考えた。

## 著作
詞集としては、生前の1678年に『飲水詞』を出版している。また『側帽詞』という詞集もあったようだが、いずれも伝わらない。納蘭性徳の詞は、これらをもとに後人によって出版された『納蘭集』（1832年）などの詞集により知られる。
『通志堂集』20巻（1691年）は、遺稿をもとに編集出版された文集。うち詞は4巻を占め、300首が載せられている。中華書局から出版されている『飲水詞箋校』（2005年）では、巻1から巻4までを『通志堂集』から取り、巻5にはそれ以外の詞集にのみ見える48首を集めている。
『通志堂経解』約1800巻は、納蘭性徳の師であった徐乾学が主に宋・元の経学書を集めて校訂したものを納蘭性徳の通志堂から出版した叢書である。

## 評価
王国維は、納蘭性徳を北宋以降の随一の詞人と高く評価しており、満洲族の漢化がまだはじまったばかりで、漢風に染まりすぎていないため、自然の目で観察し、自然の舌でうたうことができたと解釈している。